# What a Mann
What a Mann är ett samlingsalbum av Manfred Mann, utgivet 1968 på Fontana Records. 

## Låtlista
Sida 1
1. Funniest Gig (Hugg)
2. Sunny(Hebb)
3. Get Away (Powell)
4. Mighty Quinn (Dylan)
5. Sweet Pea (Roe)

Sida 2
1. Wild Thing (Taylor)
2. Motning After the Party (Hugg)
3. Feeling So Good (Hugg - Mann)
4. One Way (Mann - Hugg - McGuiness/Voorman)
5. So Long Dad (Newman)